# B28 (Kernwaffe)

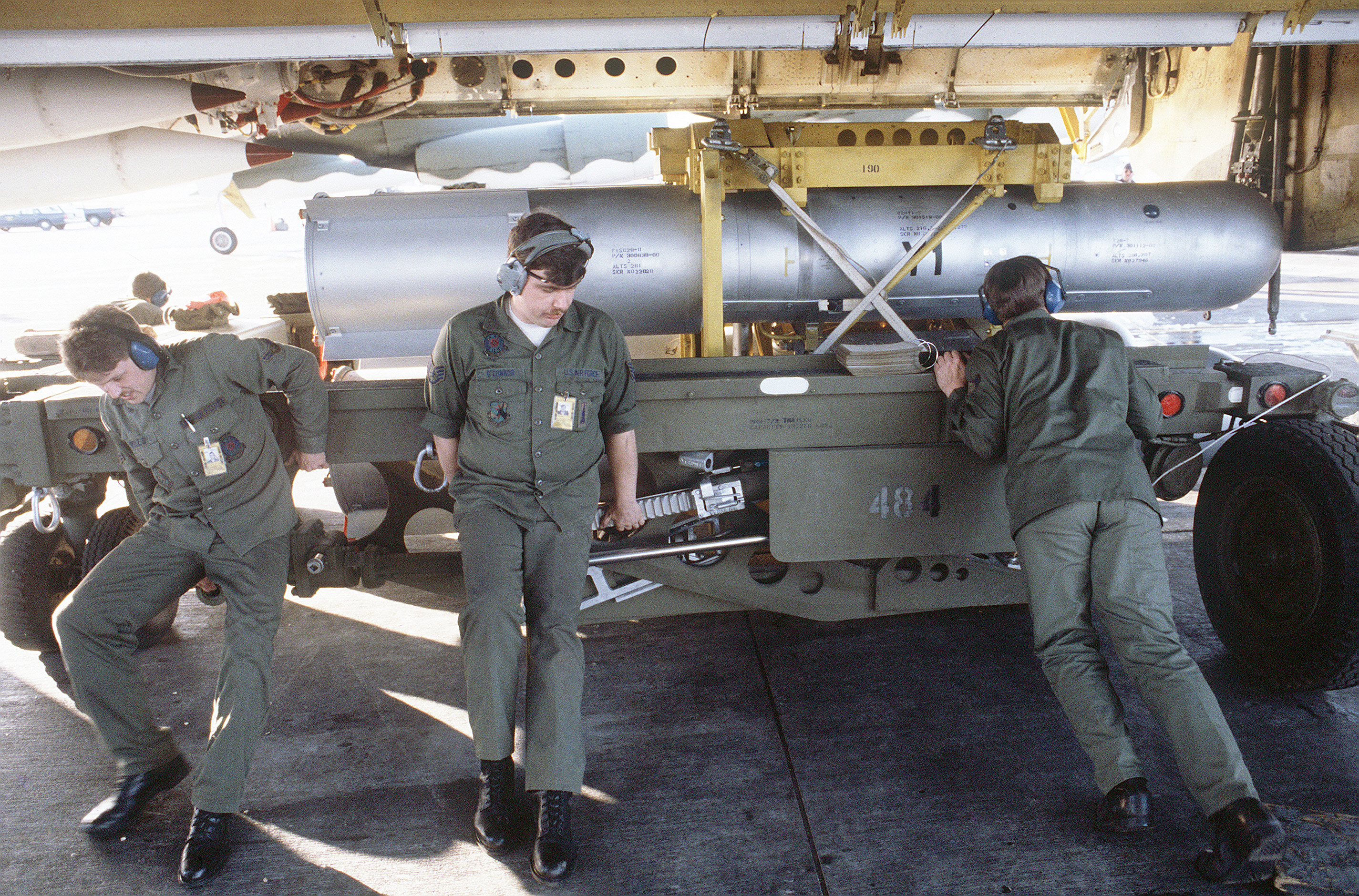
Eine B28FI-Bombe wird aus einer B-52H entladen (1984)

Die B28 (ursprünglich Mk 28) war eine US-amerikanische Wasserstoffbombe, die als frei fallende Fliegerbombe mit einer variabel wählbaren Sprengkraft konstruiert wurde. Sie wurde sowohl für das taktische wie auch das strategische Einsatzkonzept entwickelt und 1962 in Dienst gestellt.

## Entwicklung
Die B28 entstand aufgrund einer Forderung der Streitkräfte der Vereinigten Staaten aus dem Jahr 1955. Diese benötigten eine nukleare Freifallbombe, die sowohl von Bombern wie auch von schnellfliegenden taktischen Kampfflugzeugen zum Einsatz gebracht werden konnte. Die Entwicklung unter der Bezeichnung TX-43 (später TX-28) begann 1955 im Los Alamos National Laboratory in New Mexico. Die TX-28 wurde u. a. 1956 im Rahmen der Operation Redwing mehrfach getestet. Die ersten Modelle wurden 1961 unter der Bezeichnung Mk 28 an die Streitkräfte der Vereinigten Staaten ausgeliefert. Nachdem bei den ersten Modellen Probleme mit dem Sicherheitsmechanismus behoben werden mussten, waren die ersten Waffen im Jahr 1962 einsatzbereit.

## Aufbau

### Bombe
Von der B28 wurden fünf unterschiedliche Bombentypen hergestellt, wobei alle denselben W28-Kernsprengkopf verwendeten. Die Bomben unterschieden sich in der Form der Bombenhülle, ihren Sicherheitseinrichtungen und ihren Zündsystemen. Die Bombe konnte je nach Modelltyp aus großer Höhe oder aus dem Tiefflug abgeworfen werden. Die Zündung des W28-Kernsprengkopfes konnte, je nach Ausführung und Einsatzzweck, in der Luft, in Bodennähe oder auf dem Boden erfolgen. Abhängig vom Modelltyp gab es einen Fall-/Bremsschirm, der die Fallgeschwindigkeit der Bombe reduzierte. Die B28 wurde für den Abwurf ab Bombern und überschallschnellen Kampfflugzeugen konzipiert. Es existierten Varianten, die sowohl im Waffenschacht oder an Außenlaststationen mitgeführt werden konnten. Dafür ist die B28 mit den Standard-Bombenschlössern mit 762 mm ausgerüstet. Die B28-Bomben können im groben in drei Sektionen aufgeteilt werden. In der Bombenspitze ist das Zündsystem untergebracht. Dieses beinhaltete je nach Ausführung einen Zeitzünder, einen Aufschlagzünder oder einen Näherungszünder. In der mittleren Sektion waren der W28-Kernsprengkopf und dessen Bedienelemente untergebracht. Am Bombenheck waren drei oder vier Stabilisierungsflügel montiert. Ebenso war im Bombenheck je nach Modelltyp ein Fall-/Bremsschirm untergebracht.

### Kernsprengkopf
Die B28 war mit dem W28-Kernsprengkopf ausgestattet, der auch bei der TM-76 Mace, dem GAM-77 Hound Dog-Marschflugkörper sowie der britischen Red Snow-Bombe zum Einsatz kam. Bei dem W28-Kernsprengkopf handelte es sich um eine Wasserstoffbombe nach dem Teller-Ulam-Design. Dabei kam bei dem W28 im primären Kernspaltungssprengsatz (Fissionszünder) eine Geboostete Spaltbombe mit einem schwebenden Kern zur Anwendung. Diese bestand aus einer mit Lithiumdeuterid (6Li) und Tritium-Gas gefüllten Hohlkugel aus 239Plutonium. Diese Kugel war ummantelt mit einer Schicht 235Uran. Um die Hohlkugel war eine äußere Schale aus 238Uran angebracht. Darüber befand sich außenliegend ein Neutronen-Reflektor aus einer Schicht Beryllium. Zwischen der inneren Hohlkugel und der äußeren Schale befand sich ein Hohlraum mit einem Vakuum. Die äußere Schale war mit Aluminium-Konen an der inneren Hohlkugel fixiert. Außen an dem kugelförmigen Aufbau war eine Neutronenquelle, welche vermutlich 241Americium verwendete, montiert. Für die Zündung dieses primären Kernspaltungssprengsatzes wurden anfänglich Sprengstofflinsen aus Octol und später aus polymer-gebundenem Sprengstoff vom Typ PBX-9508 verwendet. Neben dem kugelförmigen Kernspaltungssprengsatz war die zylinderförmige Fusionsstufe angeordnet. Als sog. Zündkerze (engl. „Sparkplug“) wurde ein Kern aus 239Plutonium, welcher von Lithiumdeuterid umgeben war, verwendet. Dieses befand sich in einem Mantel aus 238Uran. Die zylinderförmige Fusionsstufe war eingebettet in Polystyrol, welches mit Beryllium ummantelt war. Der gesamte W28-Kernsprengkopf war rund 0,9 m lang und hatte einen Durchmesser von weniger als 500 mm.
Der W28-Kernsprengkopf war so aufgebaut, dass die Sprengkraft in fünf Stufen gewählt werden konnte. Von diesen fünf Stufen sind vier bekannt: 70 kT, 350 kT, 1,1 MT oder 1,45 MT. Die Auswahl der Sprengkraft musste am Boden vor dem Start des Flugzeuges erfolgen. Um eine ungewollte Detonation bei Unfällen oder eine missbräuchliche Zündung zu verhindern, war der Kernsprengkopf der B28 mit dem Permissive Action Link (PAL) Typ B ausgestattet.

## Varianten

### B28EX
Das Modell B28EX (EX steht engl. für External) war für den Einsatz ab Außenlaststationen von überschallschnellen Kampfflugzeugen konzipiert. Zu diesem Zweck war die Bombenhülle stromlinienförmig aufgebaut. In der Bombenspitze war ein Radar-Näherungszünder untergebracht. Der Abwurf der Bombe sollte aus großer Flughöhe erfolgen. Die Zündung konnte sowohl in der Luft wie auch auf dem Boden erfolgen.
| Bombe | Länge  | Durchmesser | Spannweite | Gewicht |
| B28EX | 4,32 m | 500 mm      | 800 mm     | 925 kg  |

### B28IN
Das Modell B28IN (IN steht engl. für Internal) war für den Transport und Abwurf aus dem Waffenschacht von Bombern konstruiert. Die B28IN hatte eine stromlinienförmige Bombenhülle und war für den Abwurf aus großer Flughöhe vorgesehen. Die Zündung konnte mit einem Zeitzünder sowohl in der Luft wie auch auf dem Boden erfolgen. Die B28IN war das kleinste Modell der B28-Familie.
| Bombe | Länge  | Durchmesser | Spannweite | Gewicht |
| B28IN | 2,40 m | 500 mm      | 710 mm     | 898 kg  |

### B28RE

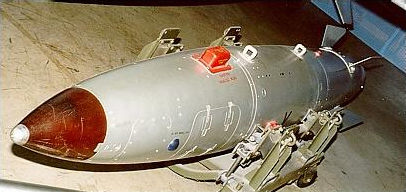
B28RE

Das Modell B28RE (RE steht engl. für Retarded External) war für den Einsatz ab Außenlaststationen von überschallschnellen Kampfflugzeugen konzipiert. Die Hülle der Bombe war stromlinienförmig, das Heck enthielt einen Fall-/Bremsschirm, die Spitze einen Radar-Näherungszünder. Die Bombe konnte aus großer und mittlerer Flughöhe mit und ohne Fallschirm abgeworfen und entweder in der Luft oder auf dem Boden gezündet werden.
| Bombe | Länge  | Durchmesser | Spannweite | Gewicht |
| B28RE | 4,20 m | 500 mm      | 560 mm     | 984 kg  |

### B28RI
Das Modell B28RI (RI steht engl. für Retarded Internal) war für den Transport und Abwurf aus dem Waffenschacht von Bombern konstruiert. Die B28RI hatte eine stumpfe Spitze. Der vordere Bombenkörper war mit einer Waben-Struktur aus Aluminium gefüllt. Diese diente nach dem Fallschirmabwurf als Deformationszone zur Absorption der Aufprallenergie beim Aufprall auf dem Boden. Der Abwurf der Bombe konnte sowohl aus großer Flughöhe ohne den Fall-/Bremsschirm oder aus tiefer und mittlerer Flughöhe mit dem Fall-/Bremsschirm erfolgen. Die Zündung konnte sowohl in der Luft wie auch auf dem Boden mit einem Zeitzünder erfolgen.
| Bombe | Länge  | Durchmesser | Spannweite | Gewicht  |
| B28RI | 3,38 m | 560 mm      | unbekannt  | 1.061 kg |

### B28FI

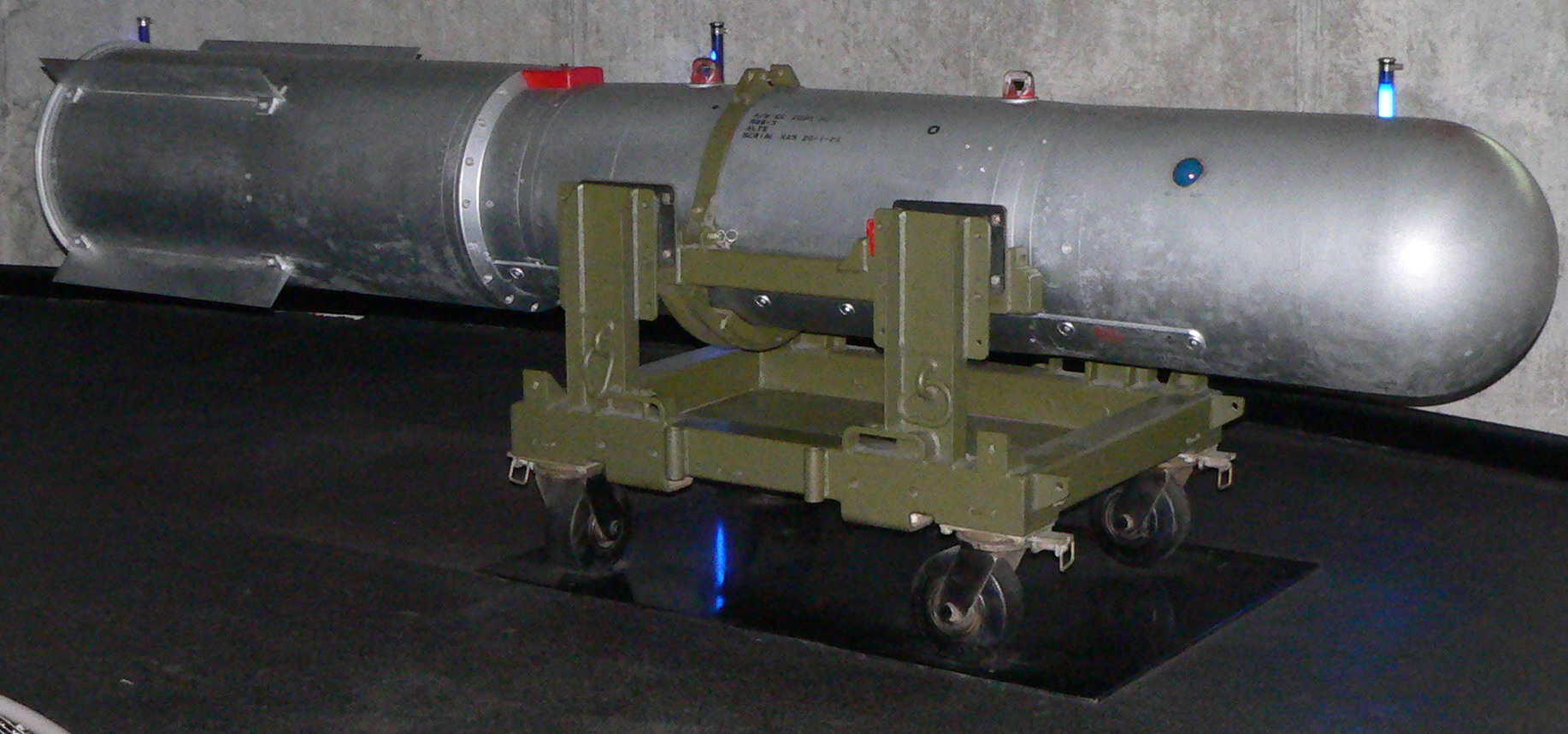
B28FI zur Bestückung eines B-52-Bombers

Das Modell B28FI (FI steht engl. für full Fuzing Internal) war für den Transport und Abwurf aus dem Waffenschacht von Bombern konstruiert. Wie auch die B28RI hatte die B28FI eine stumpfe Spitze. Die B28FI konnte u. a. aus dem Tiefflug aus einer Höhe von 90–180 m abgeworfen werden. Die Bombe war mit einem Fall-/Bremsschirm, einem Aufschlagzünder, Näherungszünder und einem Zeitzünder ausgestattet. Damit war die B28FI in einem breiten Einsatzspektrum anwendbar:
- freifallende Höhenzündung (aus großer Höhe)
- Höhenzündung nach Verzögerung durch Fallschirm (aus großer und mittlerer Höhe)
- freifallende Aufschlagzündung (aus großer und mittlerer Höhe)
- Aufschlagzündung nach Verzögerung durch Fallschirm (aus großer und mittlerer Höhe)
- verzögerte Zündung nach dem Abwurf aus dem Tiefflug aus einer Höhe von 91–183 m (engl. „Laydown“-Abwurf)[3]
- verzögerte Zündung nach dem Abwurf aus dem Steigflug (Hochziehen aus dem Tiefflug – engl. „Toss“- oder „Loft“-Abwurf)

| Bombe | Länge  | Durchmesser | Spannweite | Gewicht  |
| B28FI | 3,68 m | 560 mm      | 800 mm     | 1.061 kg |

## Status
Die B28 war für den Einsatz mit der United States Air Force, dem Strategic Air Command, der United States Navy sowie der NATO vorgesehen. Von 1962 bis 1972 wurden im Rahmen der NATO Waffenüberlassung sechs in Europa stationierte Canadair CF-104-Staffeln der kanadischen Luftwaffe mit amerikanischen B28-Bomben ausgestattet. Die Staffeln waren als RCAF Nuclear Strike Force bekannt. Weitere Bomben wurden für die Royal Air Force vorgehalten, die damit der NATO unterstellte Valiant und Canberra-Bomber bestückte.
Die Anzahl der produzierten B28-Bomben ist unklar und liegt je nach Quelle bei 1200–4500 Stück. Ab dem Jahr 1984 wurde die B28 ausgesondert und sukzessive durch die modernere B83 ersetzt. Die letzte B28 wurde 1995 aus dem Nukleararsenal der Vereinigten Staaten entfernt.

## Unfälle

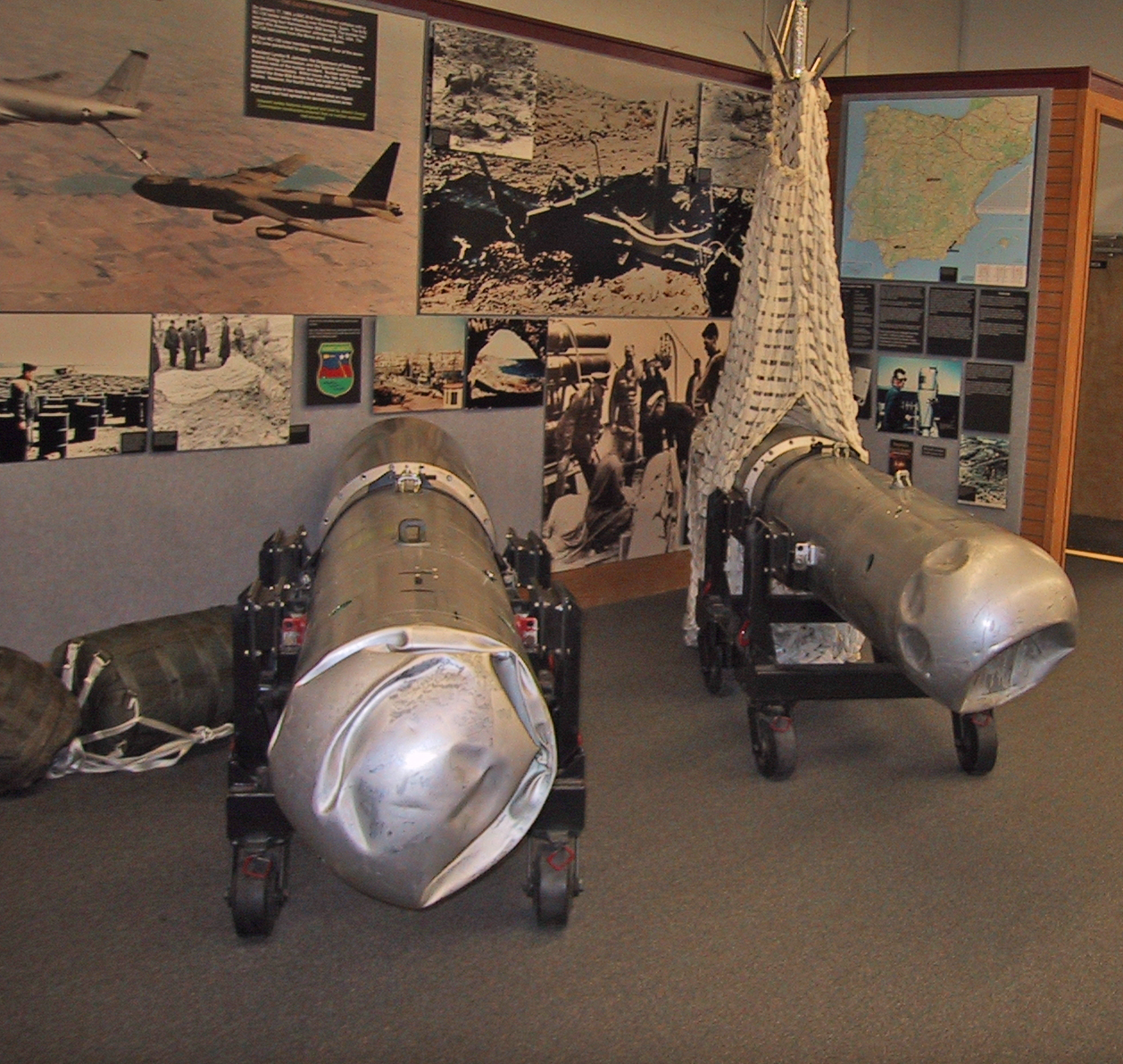
2 beschädigte Hüllen des Typs B28RI aus Palomares im National Museum of Nuclear Science & History, in Albuquerque

Mit B28-Bomben kam es zu mehreren schweren Unfällen:
- 1961: Absturz einer B-52 bei Yuba City (USA)
- 1966: Absturz einer B-52 bei Palomares (Spanien)
- 1968: Absturz einer B-52 nahe der Thule Air Base (Grönland)

## Einsatzflugzeuge
- Douglas A-4 Skyhawk
- North American A-5 Vigilante
- Grumman A-6 Intruder
- Vought A-7 Corsair II
- Rockwell B-1 Lancer
- Boeing B-47 Stratojet
- Boeing B-52 Stratofortress
- Martin B-57 Canberra
- Douglas B-66 Destroyer
- McDonnell F-4 Phantom
- North American F-100 Super Sabre
- McDonnell F-101 Voodoo
- Lockheed F-104 Starfighter
- Republic F-105 Thunderchief
- General Dynamics F-111 Aardvark
- Avro Vulcan
- English Electric Canberra
- Handley Page Victor
- Vickers Valiant